# Buick Wildcat
Buick Wildcat (Дикий кот) — полноразмерный (full-size) легковой автомобиль, который  производился с 1962 по 1970 год американской компанией Buick, подразделением корпорации General Motors. Своё название модель позаимствовала от стеклопластикового концепт-кара 1953 года. В 1962 Wildcat было названием самой мощной версии Invicta, а со следующего года стало именем самостоятельной модели Buick.

## История

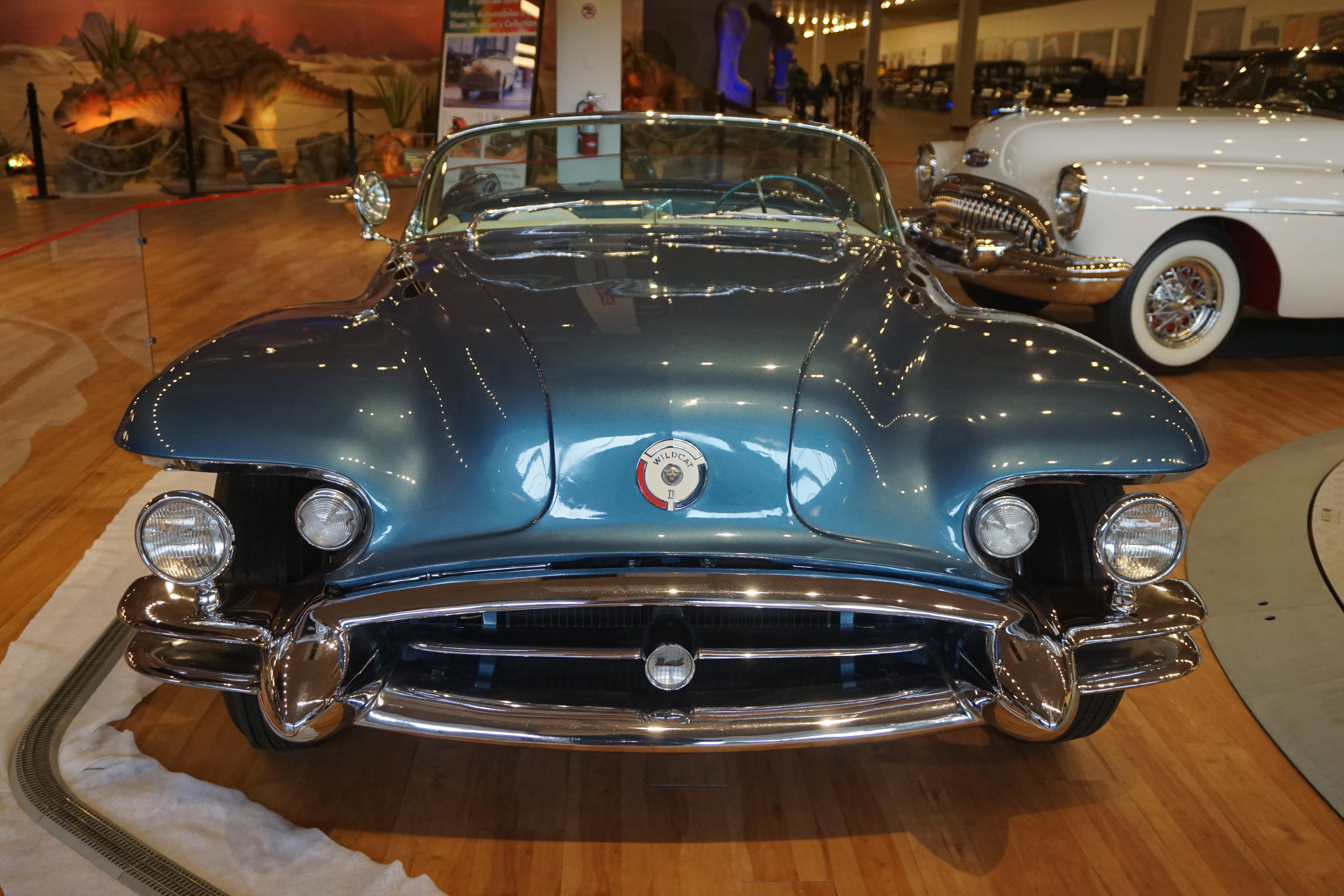
1954 Buick Wildcat

В 1950-х «автомобили мечты» (dream cars) появлялись с частотой ежегодной смены серийно выпускаемых моделей. В 1953 году корпорация General Motors привлекала внимание к таким прототипам на своей ежегодной выставке Motorama. Buick, конечно же, внёс свой вклад в эту выставку в виде двухместного кабриолета Wildcat с кузовом из стеклопластика.
Полностью новый автомобиль с тем же названием Wildcat был представлен на Motorama 1954 года. Он базировался на модели Corvette, показывая, как мог бы выглядеть спортивный автомобиль другого подразделения корпорации.
Наименее радикальным был концептуальный Wildcat 1955 года. Этот четырёхместный кабриолет нес многие черты автомобилей Buick, появившиеся годом позже на серийных моделях.
Через сорок лет, в 1985 году, Buick представил прототип вновь названный Wildcat. Среднемоторный полноприводный автомобиль с обтекаемым кузовом из углепластика оснащался форсированным специалистами McLaren шестицилиндровым двигателем Buck.

## Описание

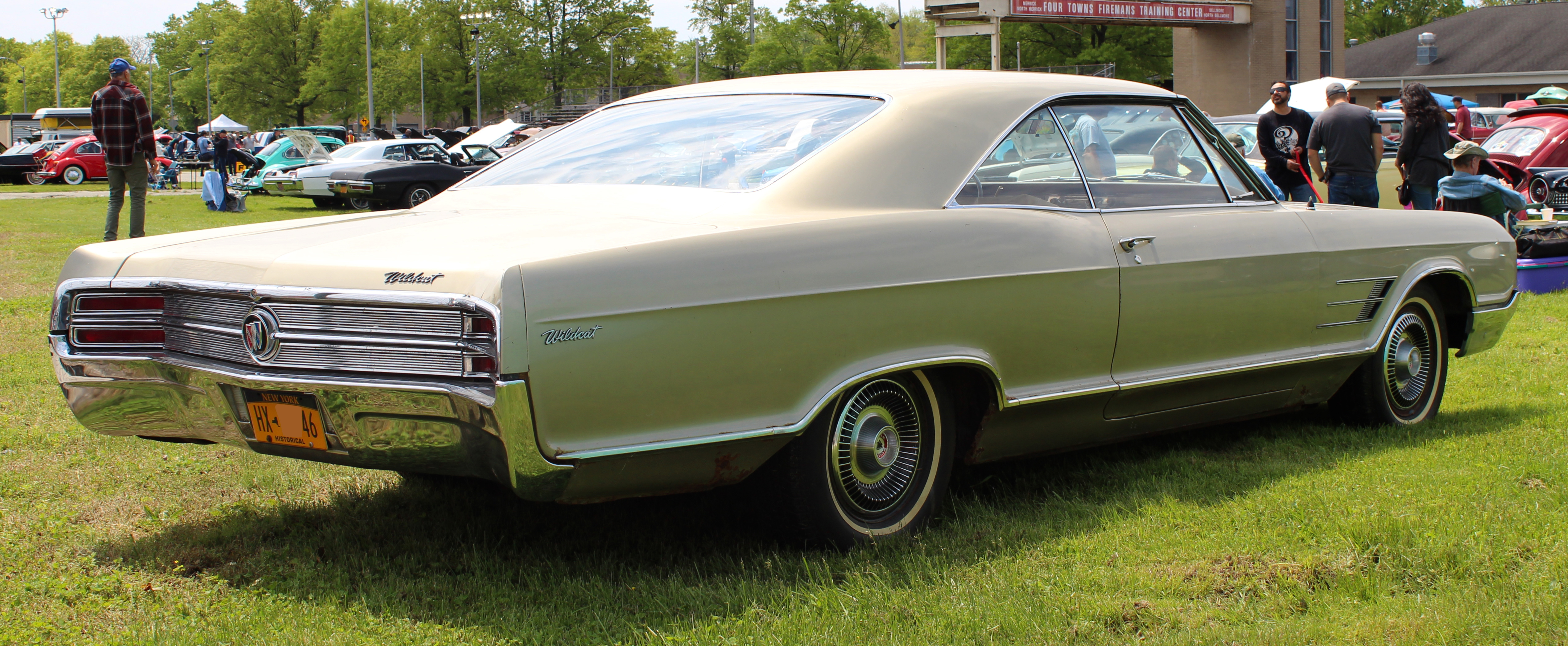
1965 Buick Wildcat Coupe

В 1959 году компания Buick полностью обновила модельный ряд. Старые модели ушли и были заменены совершенно новыми: экономичным автомобилем LeSabre, энергичным Invicta и роскошным Electra. Самой мощной версии купе Invicta с двигателем рабочим объёмом 455 кубических дюймов в 1962 году дали название Wildcat, ранее уже использовавшееся для концептуальных автомобилей 1950-х. Новый Wildcat имел такие необычные для американских автомобилей того времени «спортивные» особенности, как раздельные передние сиденья, между которыми был расположен рычаг управления автоматической трансмиссией и тахометр на консоли.
В 1963 году Wildcat стал отдельной моделью Buick. Этот большой (full-size)  классический американский автомобиль с колёсной базой в 123 дюйма (3124 мм) имел кузов, установленный на раму, расположенный спереди восьмицилиндровый двигатель и задний мост на пружинах. Модель выпускалась с тремя типами кузовов: купе (Coupe), седан без центральных стоек (Hardtop Sedan) и кабриолет (Convertible). В следующем году была добавлена ещё одна модель, седан с центральными стойками (Sedan), а также два более мощных опционных двигателя.
Автомобиль второго поколения был представлен в 1965 году. Он стал большее и был переведён на увеличенную до 126 дюймов (3200 мм) колёсную базу. Выбор кузовов остался тем же, наиболее характерным отличием их от моделей предыдущего года было сильно наклонённое заднее стекло. Спортивная версия GS (Gran Sport) стала доступна в 1966 году. Она оснащалась самым мощным двигателем, более жёсткой подвеской и дифференциалом повышенного трения в заднем мосту. Немного обновлённые модели 1967—1968 года были самыми большими Wildcat длиной 5,6 метра. 
Начиная с 1969 года автомобиль был переведён на шасси́ LeSable, вернувшись к изначальной колёсной базе в 123 дюйма. В последний год выпуска в гамме моделей не стало седана с центральными стойками, Wildcat выпускался только с тремя типами кузовов.
| Двигатели и трансмиссия | Двигатели и трансмиссия          | Двигатели и трансмиссия     | Двигатели и трансмиссия                                                                    | Двигатели и трансмиссия | Двигатели и трансмиссия |
| ----------------------- | -------------------------------- | --------------------------- | ------------------------------------------------------------------------------------------ | ----------------------- | ----------------------- |
| Двигатель               | Мощность, л. с./ обороты, об/мин | Момент, Нм/ обороты, об/мин | Трансмиссия                                                                                | Годы                    | Применяемость           |
| V8 401 (Wildcat 445)    | 325/4400                         | 603/2800                    | Двухступенчатая автоматическая (Turbine Drive)                                             | 1963                    | Стандартно              |
| V8 401 (Wildcat 445)    | 325/4400                         | 603/2800                    | Трёх или четрёхступенчатая механическая или трёхступенчатая автоматическая (Super Turbine) | 1964—1966               | Стандартно              |
| V8 430 (Big block)      | 360/5000                         | 644/3200                    | Трёхступенчатая автоматическая (Super Turbine)                                             | 1967                    | Стандартно              |
| V8 430 (Big block)      | 360/5000                         | 644/3200                    | Трёхступенчатая механическая или автоматическая (Super Turbine)                            | 1968—1969               | Стандартно              |
| V8 455 (Big block)      | 370/4600                         | 691/2800                    | Трёхступенчатая механическая или автоматическая (Super Turbine)                            | 1970                    | Стандартно              |
| V8 425 (Wildcat 465)    | 340/4400                         | 630/2800                    | Трёх или четрёхступенчатая механическая или трёхступенчатая автоматическая (Super Turbine) | 1964—1966               | Опция                   |
| V8 425 (Super Wildcat)  | 360/4400                         | 630/2800                    | Трёх или четрёхступенчатая механическая или трёхступенчатая автоматическая (Super Turbine) | 1964—1965               | Опция                   |

| Производство                                  | Производство     | Производство     | Производство     | Производство     | Производство     | Производство     | Производство     | Производство     | Производство     |
| --------------------------------------------- | ---------------- | ---------------- | ---------------- | ---------------- | ---------------- | ---------------- | ---------------- | ---------------- | ---------------- |
| Год                                           | Изготовлено, шт. | Изготовлено, шт. | Изготовлено, шт. | Изготовлено, шт. | Изготовлено, шт. | Изготовлено, шт. | Изготовлено, шт. | Изготовлено, шт. | Изготовлено, шт. |
| Год                                           | Coupe            | Coupe            | Hardtop Sedan    | Hardtop Sedan    | Sedan            | Sedan            | Convertible      | Convertible      | Всего            |
| 1963                                          | 12 185           | -                | 17 519           | -                | -                | -                | 6021             | -                | 35 725           |
| 1964                                          | 22 893           | -                | 33 358           | -                | 20 144           | -                | 7850             | -                | 84 245           |
| 1965                                          | 6031             | 11 617*          | 7499             | 13 903*          | 10 184           | 9765*            | -                | 4616*            | 63 615           |
| 1966                                          | 9774             | 10 800**         | 15 081           | 26 914**         | 14 389           | -                | -                | 2790**           | 68 584           |
| 1967                                          | 10 585           | 11 571**         | 15 510           | 13 547**         | 14 579           | -                | 2276             | 2913**           | 70 981           |
| 1968                                          | 10 708           | 11 276**         | 15 173           | 14 059**         | 15 201           | -                | -                | 3572**           | 69 989           |
| 1969                                          | 12 416           | 12 136**         | 13 805           | 13 596**         | 13 126           | -                | -                | 2374**           | 67 453           |
| 1970                                          | -                | 9477**           | -                | 12 924**         | -                | -                | -                | 1244**           | 23 645           |
| Версии в особом исполнении: *Deluxe, **Custom |                  |                  |                  |                  |                  |                  |                  |                  |                  |